# Волфрад III фон Феринген
Волфрад III фон Феринген (на немски: Wolfrad III Graf von Veringen; † сл. 30 август 1267/1268) е граф на Феринген в днешен Баден-Вюртемберг.

## Произход
Той е син на граф Волфрад II фон Неленбург-Феринген († 1234/1237) и съпругата му фон Хайлигенберг, дъщеря на граф Конрад III фон Хайлигенберг († 1208) и Аделхайд фон Нойфен († сл. 1240). През 1224 г. баща му става граф на Феринген.
Внук е на граф Волфрад I фон Феринген Стари († сл. 1216) и Берхун фон Кирхберг († 1220), вдовица на Витегов фон Албек († сл. 1190). Правнук е на граф Манеголд I фон Феринген († 1186). Брат е на Конрад фон Неленбург († 1271) и на граф Еберхард фон Феринген († сл. 1258).
Прапрадядо му граф Марквард I фон Феринген-Зигмаринген († 1165) от род Епенщайни е женен за фон Неленбург, дъщеря наследничка на Еберхард фон Неленбург († сл. 1112), и вероятно построява замък Феринген до Зигмаринген през 1100 – 1130 г. в село Ферингендорф (по късният град Ферингенщат) и започва да се нарича на него. Синовете му наследяват Графство Неленбург.
Графовете фон Феринген са една от най-богатите и уважавана династична фамилия на 11 и 12 век в южната част на Германия. От герба на графовете на Феринген произлиза герба на Вюртемберг, който го приема от графовете на Неленбург.
Между 1247 и 1255 г. граф Волфрад основава град Ридлинген на Дунав.

## Фамилия
Волфрад III фон Феринген се жени за Анна († сл. 19 април 1254) и има десет деца:
- Волфрад IV фон Феринген-Неленбург Млади († пр. 8 март 1270), женен за Кунигунда фон Гунделфинген
- Хайнрих II фон Феринген († сл. 15 март 1282), женен за Верена фон Клинген († пр. 27 юли 1314)
- Марквард фон Неленбург († 12 март сл. 1289)
- Хедвиг фон Феринген († сл. 23 февруари 1315), омъжена на 2 октомври 1252 г. за граф Хартман I фон Грюнинген (* пр. 1225; † 4 октомври 1280)
- Берта фон Феринген († 6 януари 1294), омъжена за Анселм фон Юстинген († между 5 ноември 1299 – 15 юли 1304)
- Егилолф фон Неленбург († сл. 1269)
- Бурхард фон Неленбург († сл. 1269)
- ? Улрих фон Неленбург († сл. 1265)
- ? Анна фон Неленбург († сл. 1290)
- ? Марквард фон Неленбург († 1298, Рим)